# Suriname (kolonie)
Suriname was van 1667 tot 1954 een Nederlandse kolonie in Guyana.
De kolonie Suriname was gelegen ten oosten van de eveneens Nederlandse kolonie Berbice en ten westen van Frans-Guyana. Suriname stond samen met de andere Nederlandse kolonies (Essequebo, Demerary, Berbice en Pomeroon) bekend onder de verzamelnaam Nederlands-Guiana. 
In 1954 werd Suriname een autonoom land binnen het Koninkrijk der Nederlanden, tot het in 1975 onafhankelijk werd als de Republiek Suriname.  

## Geschiedenis

### Engelse kolonie (1650 - 1667)
Vanaf 1499 vonden al Europese kustverkenningen plaats, met name door Spaanse ontdekkingsreizigers. Een eerste echte kolonisatie kwam tot stand door de Engelsman Francis Willoughby vanaf 1650. Deze Britse kolonie Willoughbyland werd in februari 1667 veroverd door de Zeeuw Abraham Crijnssen. Willoughbyland werd toen hernoemd tot Suriname. In de afwikkeling van de Tweede Engels-Nederlandse Oorlog kwam Suriname definitief in handen van de Republiek der Verenigde Nederlanden; met de Vrede van Breda (juli 1667) kreeg de Republiek de soevereiniteit over Suriname in ruil voor Nieuw-Nederland dat door de Engelsen werd hernoemd tot New York. 

### Zeeuwse kolonie (1667 - 1682)
Na de verovering van de kolonie Suriname op 25 februari 1667 door de Zeeuwse vloot van Abraham Crijnssen besloten de Staten van Zeeland om de kolonie in eigen beheer te houden. Hoewel de West-Indische Compagnie noch de Staten-Generaal der Nederlanden een patronaatschap of octrooi hadden uitgegeven, beschouwden de Staten van Zeeland Suriname tot 1682 als hun eigendom. In november van 1667 verloren de Zeeuwen kortstondig de kolonie weer door een aanval van de Engelsen. In juli 1667 was echter al de Vrede van Breda tussen de Engelsen en de Republiek getekend waardoor de overname van Suriname door de Engelsen als onrechtmatig werd beschouwd. Pas in 1674 werd de kolonie officieel door de Engelsen overgedragen, door het sluiten van het Verdrag van Westminster. 
De kolonisten hadden vanaf de verovering van Suriname in 1667 voortdurend te maken met aanvallen van marrons – slaven die plantages waren ontvlucht – en van inheemsen, met name de Cariben en de Arowakken. In 1677 sloten deze twee volken vrede om gezamenlijk de kolonisten in Suriname en het naburige Berbice te bevechten. Deze gezamenlijke aanval op Paramaribo werd niet uitgevoerd, zodat de kolonisten – die van de plantages weggevlucht waren – uiteindelijk de strijd wonnen. Het koloniale bestuur was ernstig verzwakt: er waren slechts vijftig soldaten over om nieuwe muiterij te voorkomen. Veel slaafgemaakten waren bovendien van de plantages gevlucht, zodat ook het werk op de plantages stillag. Deze marrons sloten zich veelal aan bij de inheemsen; in 1680 voerden de marrons samen met inheemsen een aanval uit op de plantage van gouverneur Johannes Heinsius.
Na de dood van Heinsius in april 1680 ontstond een zogenoemde 'plantocratie' waarin de kolonie bestuurd werd door de plantagehouders. Vanwege de lange en felle strijd van de kolonisten tegen de inheemse bevolking en de marrons gingen in Suriname steeds meer stemmen op om hulp van de Engelsen of Fransen in te roepen en eventueel de kolonie aan hen over te doen. Ook de Staten van Zeeland raakten steeds meer overtuigd om zich van de Suriname te ontdoen. Zo probeerden ze de kolonie te verkopen aan stadhouder Willem III. Op 17 mei 1679 verzochten de kolonisten de Staten-Generaal van de Republiek om bijstand van driehonderd soldaten van de Admiraliteit van Amsterdam. Door druk van Holland nam Zeeland toch zelf het initiatief om soldaten te sturen. Ondertussen overlegden de stad Amsterdam, de Staten van Holland, de admiraliteitscolleges, de betrokken kamers van de West-Indische Compagnie, de Heren X over de investeringen die eenieder wenste te doen voor het behoud van Suriname. Op initiatief van Amsterdamse kooplieden spoorden leden van de Amsterdamse vroedschap het bestuur van de stad en de WIC aan om gezamenlijk Suriname over te nemen van de Staten van Zeeland. Dit zou de Amsterdamse kooplieden toegang geven tot handel met de kolonie.
Willem Adriaan van Nassau-Odyk tekende in 1682 namens Zeeland de verkoop van Suriname aan de Heren X namens de Kamers van de West-Indische Compagnie. De WIC besloot tot een patronaatschap zodat zij niet als enige verantwoordelijk zouden zijn voor de kosten van het beheer en de exploitatie van Suriname. Met dit doel werd in 1683 de Sociëteit van Suriname opgericht waarbij de WIC, de stad Amsterdam en de Zeeuw Cornelis van Aerssen van Sommelsdijck ieder voor een derde aandeelhouder waren. Van Aerssen van Sommelsdijck had zelf niet genoeg financiën om het volledige bedrag van zijn aandeel te betalen en had hiervoor geld geleend bij Amsterdamse investeerders.

### Kolonie Sociëteit van Suriname
De kolonie stond van het eind van de zeventiende tot het eind van de achttiende eeuw onder bestuur van de Sociëteit van Suriname. In 1795 werd de sociëteit door de Bataafse Republiek genationaliseerd. Nadat alle andere kolonies in Britse handen waren gekomen (1815), stond de benaming Nederlands-Guiana feitelijk slechts voor Suriname.

## Plantages
De kolonie bestond voornamelijk uit plantages voor de productie van onder andere koffie, suiker, katoen en indigo. Deze plantages waren grotendeels langs de rivieren gelegen in de nabijheid van de Atlantische kust en Paramaribo, de hoofdstad van de kolonie. Rond 1770 waren de meeste voor de export producerende plantages in gebruik, 400 in totaal. Op de plantages werkten slaven die door de West-Indische Compagnie uit Afrika werden gehaald. 
Ook in Paramaribo woonden veel slaven; het leven verliep er echter vergelijkbaar met andere steden uit die tijd met zeer uiteenlopende sectoren, zoals ambachten en diensten. Slaven konden in vrijwel al deze sectoren actief zijn. Een deel had de mogelijkheid zichzelf te verhuren om zo een afgesproken loon te verdienen voor hun eigenaar. Wanneer een slaaf meer verdiende dan het afgesproken bedrag, kon hij het overschot sparen om zich vrij te kopen. Vanaf het begin van de 19e eeuw nam hierdoor het aantal vrije niet-blanke burgers in Paramaribo fors toe. Deze groep van ex-slaven en hun afstammelingen groeide van 1.760 personen in 1791 tot 13.510 personen in 1862, het jaar voor de afschaffing van de slavernij in Suriname. Ter vergelijking: tussen 1811 en 1830 lag het aantal inwoners van de gehele kolonie vrijwel stabiel op 56 duizend personen.

## Emancipatie en contractarbeid
De slavernij werd in 1863 afgeschaft door aanname van de Emancipatiewet. Gedurende tien jaar moesten de geëmancipeerde slaven op de plantages blijven werken, ditmaal tegen betaling. In dezelfde tijd werden ter vervanging van hun arbeid contractarbeiders uit China gehaald. Vanaf 1873 zocht men deze in Brits-Indië, totdat hier in 1916 een einde aan gemaakt werd door Mahatma Gandhi. Vervolgens werden tot aan de Tweede Wereldoorlog vele contractarbeiders van Java naar Suriname gehaald.